# Ралпачен
Ралпачен или (още Три Ралпачен, Ралпачан, Трицу Децен) роден 806 г. или годината на кучето според аналите е 41-ви крал на Тибет, управлявал след смъртта на своя баща Садналегс или Триде Сонгцен през 815 г. до 838 г.
Той бил втори от пет братя. Най-възрастният на име Лхасрас дал обетите на Будистки монах, а третият на име Лангдарма бил противник на Будизма и управлявал след смъртта на Ралпачен бил наречен в източниците „неподходящ за царуване“. Двамата по-малки братя умират още млади. 
Ралпачен е особено важен за историята на Тибетския Будизъм и определян като един от тримата Дхарма-крале (тиб. чогял) наред със Сонгцен Гампо и Трисонг Децен.

## Политическа дейност
Тибетската империя достига най-голямото си разширение под неговата власт като включва части от Китай, Индия, Непал, Хотан, Балтистан, Бружа, Гилгит, Хунза и т.н. 
Мощта на Ралпачен бива подпомогната от умелия военачалник Жанг Бротаг. През 810 г. китайският император му изпраща писмо с молба да му върне три префектури. През 816 г. Жанг Бротаг прави двудневен набег на уйгурската столица Орду Балък. През 819 г. той атакува китайския град Янджоу в областта Ордос близо до Великата Китайска Стена.  През 821 г. по време на мирни преговори с Китай той повежда свирепа атака, която вероятно допринася към желанието на китайците за мир. 
До храма Джокханг в Лхаса през 823 г. е издигната каменна колона с изсечен двуезичен надпис съдържащ мирния договор между двете страни и границите между тях.  Имало е също такава колона издигната в Китай и трета в Гугу Меру на границата (която според местното население е открадната от група френски тибетолози) 

## В културата и Будизма
Крал Ралпачен е щедър поддръжник на Будизма и е считан за еманация на Ваджрапани или силата на всички Буди. Той кани много учени, преводачи и майстори занаятчии от Китай, Непал, Кашмир и Котан. Освен това той подкрепя развитието на преводите, особено на Трипитака и Тантрите,  но също и създаването на тибетска литература. Затоваособено важен е детайлния санскритско–тибетски речник наречен „Махавиутпати“, който съдържа хиляди тибетски съответствия за термини и понятия на санскрит.  Кралят постановява, че всички преводи трябва да се правят директно от санскрит.

## Смъртта на Ралпачен
Според най-широко приетата традиция кралят бил убит от двама от своите министри поддържащи Бон или старата шаманистка религия и след това поставили на трона неговия брат – също настроения против будизма Лангдарма.  Според други източници смъртта му е при инцидент – подхлъзване по стъпалата на крепостта Малдро, докато по-късните анали Танг твърдят, че той се разболява, губи контрол над държавните дела и по-късно умира. 